# Jarosław Marcinkowski
Jarosław Marcinkowski (ur. 30 lipca 1963 w Śremie) – polski koszykarz, występujący na pozycjach skrzydłowego, były reprezentant kraju, a następnie trener.
Swoją koszykarską karierę rozpoczynał w barwach Warty Śrem. Nosił pseudonim „Dino”. W 1991 roku wziął udział w Mistrzostwach Europy, gdzie reprezentacja Polski zajęła ostatecznie siódmą lokatę. Ostatni sezon swojej kariery rozegrał w drugoligowym KKS Poznań, gdzie pełnił również funkcję asystenta trenera. W sierpniu 2003 roku został trenerem Pyry Poznań, wywalczył z nią awans do I ligi. W październiku 2005 roku zrezygnował z pełnienia funkcji trenera.

## Przebieg kariery
- 1981–1982: Warta Śrem
- 1982–1983: Lech Poznań
- 1983–1984: Lech Poznań/Legia Warszawa
- 1984–1985: Legia Warszawa
- 1985–1994: Lech Poznań
- 199 –2002: Noteć Inowrocław – I, II liga oraz PLK
- 2002–2003: KKS Poznań – II liga

## Osiągnięcia

### Klubowe
- 3-krotny mistrz Polski (1983, 1989–1990)
- Wicemistrz Polski (1991)
- 3-krotny brązowy medalista Mistrzostw Polski (1987–1988, 1994)
- Awans do I ligi z Notecią Inowrocław (1996)

### Reprezentacja
- Uczestnik Mistrzostw Europy (1991)
- Mistrz świata w maxikoszykówce (2009 – kategoria +40)[1]